# John-Lewis Brown
John Lewis Brown (16. srpna 1829, Bordeaux, Francie - 14. listopadu 1890, Paříž, Francie) byl francouzský malíř a rytec. Jeho rodina pocházela ze Skotska.

## Životopis
Z Bordeaux se John Lewis Brown se přestěhoval kolem roku 1840 do Paříže a studoval nejprve veterinářství na škole Beaux-Arts de Paris v Alfortu, poté studoval na École des beaux-arts u malířů Camille Roqueplana a Jeana-Hilaire Belloca. Je známý svými obrazy scén loveckých a bitevních a studiemi koní a psů. Maloval obrazy na témata: Americká válka za nezávislost, sedmileté války a války mezi Francií a Pruskem v roce 1870.
Byl emeritním rytcem, vytvořil mnoho litografií, akvatintů, leptů.
V roce 1806 založil jeho dědeček vinařství Château Cantenac-Brown proslulé kvalitními víny. Na zámku strávil John Luis dětství.